# Lapageria rosea
Il copihue (Lapageria rosea Ruiz & Pav.) è una pianta monocotiledone della famiglia Philesiaceae, endemica del Cile. È l'unica specie nota del genere Lapageria .
È il fiore nazionale del Cile.

## Etimologia
Il nome scientifico del genere deriva da Giuseppina Lapagerie, prima moglie di Napoleone Bonaparte, che nei suoi giardini di La Malmaison si dedicava alla botanica.

## Descrizione
I fusti del copihue sono contorti, flessibili, duri, resistenti e di un marrone chiaro; le  foglie hanno invece una forma ovale e sono molto dure, il bordo è ingrossato e liscio, con nervature parallele, esternamente sono di un colore verde scuro mentre all'interno più chiaro.
Il fiore è generalmente di colore rosso intenso, ma vi sono anche altre tonalità come il rosa, il bianco e l'avorio; ha una forma campanulata ed è costituito da 6 petali (3 interni e 3 esterni) e altrettanti pistilli; al massimo può misurare 15 cm di lunghezza e 10 cm di larghezza.
Produce un piccolo frutto commestibile dalla forma arrotondata e dal sapore dolciastro, chiamato pepino.

## Distribuzione e habitat
Questo fiore cresce in boschi dove vi è molta umidità e si trova in quelli del centro e sud del Cile, tra Valparaíso (V regione) e Osorno (X regione), specialmente nella zona di Concepciòn e Temuco.

## Usi
Il copihue ha un altissimo valore commerciale, è quindi in pericolo d'estinzione e come tale è stato dichiarato “specie protetta”.
Nella medicina popolare la radice del Copihue è usata contro i reumatismi, la gotta e le malattie veneree.

## Leggende sul copihue
Il copihue, fiore caratteristico delle terre del sud del Cile, è protagonista di varie leggende dei Mapuche. Una di queste leggende racconta che i guerrieri sopravvissuti in battaglia, salivano sugli alberi per vedere il risultato dello scontro. Nel rendersi conto che i loro compagni giacevano morti sul suolo e che regnava solo la distruzione, piangevano lacrime che si trasformavano in fiori di sangue. Così, i copihue permettevano di ricordare le anime dei morti in battaglia.
Un'altra leggenda racconta la storia di due principi, la principessa mapuche Hues e il principe pehuenche Copih. Entrambi si amavano in segreto finché un giorno furono trovati dal padre di lei, Cipiñiel, sulle sponde del lago Nahuel. In quello stesso istante, Copih e Hues furono trafitti nel cuore con delle lance, morendo entrambi e sprofondando nel lago.
Più tardi le popolazioni mapuche e pehuenche, tristi per la loro scomparsa, si riunirono sulle sponde del lago per ricordarli. All'alba due lance emersero dall'acqua, erano incrociate e legate da una pianta rampicante, nella quale erano sbocciati due bellissimi fiori, uno rosso come il sangue e l'altro bianco come la neve. Battezzarono così quei fiori come copihue, in onore dell'unione dei due innamorati.